# Gassino Torinese
Gassino Torinese – miejscowość i gmina we Włoszech, w regionie Piemont, w prowincji Turyn.
Według danych na rok 2004 gminę zamieszkiwało 9015 osób, 450,8 os./km².